# ゼンパハ湖

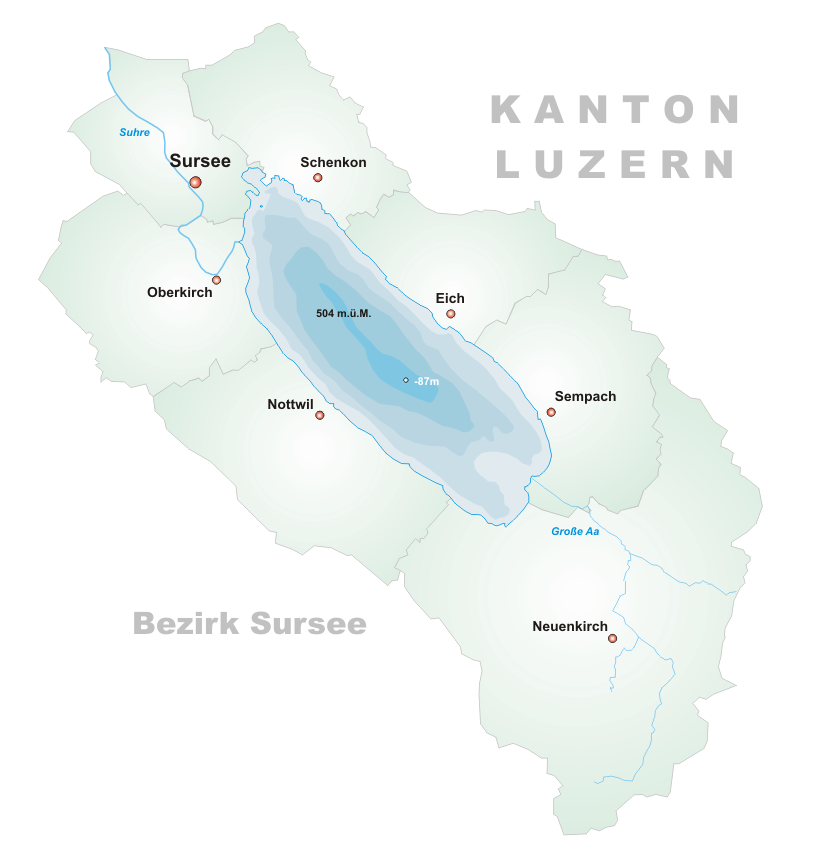
ゼンパハ湖の位置

ゼンパハ湖 （ゼンパハこ、ドイツ語: Sempachersee）は、スイス・ルツェルン州の湖。